# NGC 5594
NGC 5594 (również IC 4412 lub PGC 51391) – galaktyka eliptyczna (E), znajdująca się w gwiazdozbiorze Wolarza. Odkrył ją William Herschel 19 maja 1784 roku.